# 大黒流通チェーン
株式会社大黒流通チェーン（だいこくりゅうつうチェーン）は、東京都、埼玉県、千葉県などにスーパーマーケットを展開する企業。オザムの100%子会社。

## 概要
首都圏を中心に、「大黒屋」「エネルギースーパーたじま」「ラコマート」などのブランドで、スーパーマーケットを展開している。
1986年12月に創業し、1995年3月に旧社が設立。ディスカウントストア「大黒屋」を首都圏において約50店舗を展開する一方で、同業のスーパーマーケットを次々と買収するなどして規模を拡大していった。
2016年8月期には197億5584万円の売上があった。しかし、積極的なM&Aが裏目となり、買収した企業に債務超過であった企業が含まれており、それ故に業績や財務状況が悪化した他、2018年8月期の売上は約175億円にまで落ち込んだ。
タカラ・エムシーは旧社の事業を買収することを決定し、2019年2月7日に旧社の事業を譲受する新会社として株式会社大黒流通チェーン（新社）を設立。新社は同年4月1日付で「大黒屋」27店舗の他、関連会社が運営していた店舗の計59店舗を譲受した。一部の不採算店舗は新社へ譲渡されず、そのまま閉店した。
旧社は2020年2月27日に富岡管理株式会社へ商号変更したと同時に、株主総会で解散を決議。同年12月11日に旧社の関連会社である町屋管理株式会社（旧・ギガ物産）、松島管理株式会社（旧・有限会社綿屋田島酉二郎商店）、松戸管理株式会社（旧・ハローマート）の3社と共に、東京地方裁判所から特別清算開始決定を受けた。4社の負債総額の合計は約55億円。富岡管理は2021年6月1日に法人格が消滅した。
2022年4月1日にタカラ・エムシーが保有していた新社の全株式が東京都青梅市に本社があるオザムへ譲渡され、新社はオザムの完全子会社となった。

## 沿革

### 旧・大黒流通チェーン→富岡管理
- 1986年（昭和61年）12月 - 創業[6]。
- 1995年（平成7年）3月 - 株式会社大黒流通チェーンを設立。
- 2011年（平成23年）3月 - マミーマートより株式会社ギガ物産を買収。
- 2013年（平成25年）8月 - エネルギースーパーたじまを買収。
- 2018年（平成30年）6月26日 - 老舗スーパーのマルフジを買収[7]。
- 2018年（平成30年）8月31日 - 株式会社ヤオヨシを吸収合併。
- 2019年（平成31年）4月1日 - タカラ・エムシーが設立した株式会社大黒流通チェーン（新社）へ事業を譲渡して事業停止。
- 2020年（令和2年）
  - 2月27日 - 富岡管理株式会社に社名変更。同時に株主総会で解散を決議。
  - 12月11日 - 富岡管理が関連会社である町屋管理株式会社（旧・ギガ物産）、松島管理株式会社（旧・有限会社綿屋田島酉二郎商店）、松戸管理株式会社（旧・ハローマート）の3社と共に、東京地方裁判所から特別清算開始決定を受ける。
- 2021年（令和3年）6月1日 - 富岡管理の法人格消滅。

### 新・大黒流通チェーン
- 2019年（平成31年/令和元年）
  - 2月7日 - タカラ・エムシーの子会社として設立。
  - 4月1日 - 株式会社大黒流通チェーン（旧社）およびグループ会社から全事業を譲受して営業開始。
  - 12月 ｰ 株式会社エースを買収。
- 2022年（令和4年）4月1日 - 株式譲渡によりオザムの完全子会社となる。同時に本社を静岡市駿河区から東京都江東区へ、本店所在地を東京都青梅市へそれぞれ移転。

## 店舗
2025年8月現在
エネルギースーパーたじま
- 東京都　2店舗

ラコマート
- 東京都　2店舗
- 埼玉県　5店舗
- 千葉県　3店舗

大黒屋、BonVisage、ナカムラヤ、ハローマート、ギガマート、ギガパール、ヤオヨシはラコマートへ転換か閉店

## 関連会社
- 株式会社BEBER